# Friedhof des Stephansstiftes
Der Friedhof des Stephansstiftes in Hannover ist die Begräbnisstätte des Stephansstiftes und gehört zum Besitz des Stiftes. Die Grünfläche findet sich in der Nähe des ebenfalls im hannoverschen Stadtteil Kleefeld angelegten Stadtteilfriedhof Nackenberg, an der Anna-von-Borries-Straße am Beginn der Karl-Wiechert-Allee im Dreieck mit den Straßen Am Annateich und Haubergstraße.

## Geschichte

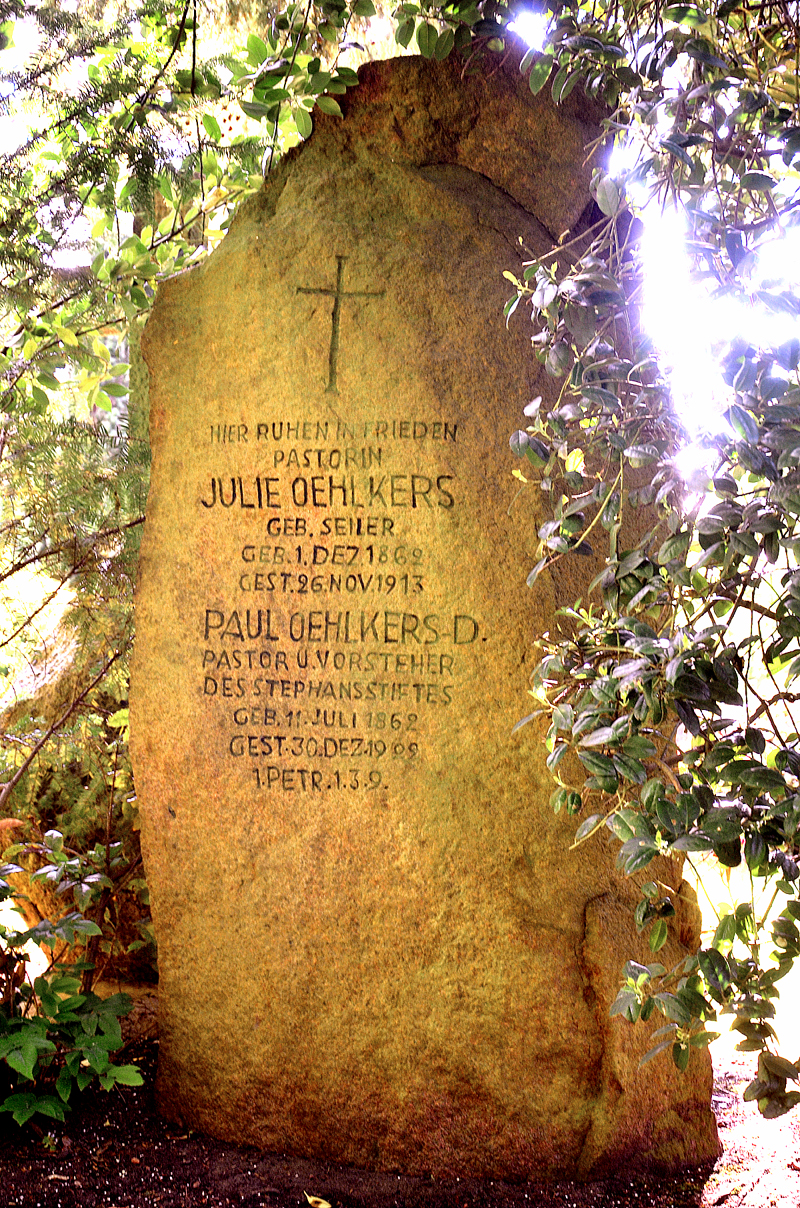
Findling als Grabstein für die Pastorin (= Ehefrau des Pastors) Julie, geborene Seiler (1862–1913) und Pastor Paul Oehlkers (1862–1922)

Der Friedhof wurde im Jahr 1880 angelegt und dient vor allem den Angehörigen der Stiftsgemeinde.
Die heute rund 0,307 Hektar große Grünfläche wurde laut einem Schreiben des Pastors Johannes Wolff während der Luftangriffe auf Hannover im Zweiten Weltkrieg im Juni 1944 von einer Fliegerbombe getroffen und hinterließ dort einen rund zwölf Meter breiten Krater, während andererseits durch die zehn Brandbomben, die rund um die Kirche des Stephansstiftes einschlugen, nicht einmal die Kirchenfenster zu Bruch gingen.

## Bekannte Gräber und Gedenkstätten
- Gedenkstätte für die Gefallenen und Vermissten des Stephansstiftes, nach 1945 errichtet[5]
- Der am Stephanstift ausgebildete und später in Döhren tätige Diakon Heinrich Georg Friedrich Kuck (* 1903, um 1943 vermisst in Stalingrad) und dessen Ehefrau, die Eltern des Textilkaufmanns Hero Kuck (* 1932)[6]
- Anna von Borries, die mit dem von ihr gestifteten Geld den Grundstein für das Annastift legte.